# AC Prato
AC Prato is een Italiaanse voetbalclub uit Prato, in de regio Toscane. De club werd opgericht in 1908. Ze speelde voor het laatst in de Serie B in 1964.